# 홰불체육단
홰불체육단(표준어: 횃불체육단)은 조선민주주의인민공화국의 종합스포츠클럽으로 소속 축구단이 특히 유명하다. 

## 역사
2013년 5월 창단한 홰불체육단은 김정은 조선로동당 위원장이 설립을 직접 지시한 체육단이다.
이 체육단의 남자 축구팀은 설립 직후인 2013년 7월 초 보천보홰불상 체육경기대회 축구대회에서 첫 우승을 했고, 같은 해 10월에 열린 공화국선수권대회 축구 대회에서는 3위를 차지했다. 2017년에는 공화국선수권대회 축구대회에서 우승하였으며, AFC컵 2018에는 북한 축구리그 종합 2위의 성적으로 진출하였다.

## 선수 명단

### 현역
- 장국철(2014 ~ )

## 우승 기록

### 공화국선수권대회 축구
- 2017년 우승